# Landtagswahlkreis Bottrop – Recklinghausen VI
Der Landtagswahlkreis Bottrop – Recklinghausen VI (bis 2022: Landtagswahlkreis Bottrop) ist ein Landtagswahlkreis in Nordrhein-Westfalen. Er umfasst die kreisfreie Stadt Bottrop sowie, seit der Landtagswahl 2022, die Stadtteile Alt-Rentfort, Rentfort-Nord, Schultendorf und Ellinghorst der Stadt Gladbeck im Kreis Recklinghausen.

## Landtagswahl 2022
Wahlberechtigt waren 99.877 Einwohner, die Wahlbeteiligung lag bei 53,4 Prozent.
| Direktkandidat      | Partei          | Erststimmen in % | Zweitstimmen in % |
| ------------------- | --------------- | ---------------- | ----------------- |
| Anette Bunse        | CDU             | 30,5             | 31,1              |
| Thomas Göddertz     | SPD             | 41,6             | 36,7              |
| Andreas Mersch      | FDP             | 4,5              | 4,6               |
| Detlef Bauer        | AfD             | 7,1              | 7,0               |
| Joachim Gutsche     | GRÜNE           | 12,1             | 12,8              |
| Günter Blocks       | LINKE           | 1,8              | 1,5               |
| Bärbel Kersken      | MLPD            | 0,1              | 0,1               |
| Gerhard Dorka       | DKP             | 0,7              | 0,4               |
| Holger Hidde        | dieBasis        | 0,9              | 0,6               |
| Mohamad Samer Hadid | Team Todenhöfer | 0,8              | 0,5               |

## Landtagswahl 2017
Wahlberechtigt waren 88.445 Einwohner.
| Direktkandidat   | Partei  | Erststimmen in % | Zweitstimmen in % |
| ---------------- | ------- | ---------------- | ----------------- |
| Thomas Göddertz  | SPD     | 40,72            | 38,07             |
| Anette Bunse     | CDU     | 30,61            | 27,48             |
| Joachim Gutsche  | GRÜNE   | 3,70             | 3,93              |
| Andreas Mersch   | FDP     | 6,51             | 9,50              |
| Nils Feldeisen   | PIRATEN | 1,30             | 0,81              |
| Günter Blocks    | LINKE   | 4,06             | 4,31              |
| Johannes Bombeck | ödp     | 1,5              | 0,69              |
| Matthias Gellner | AfD     | 10,28            | 11,01             |
| Michael Gerber   | DKP     | 1,2              | 0,58              |
| Bärbel Kersken   | MLPD    | 0,2              | 0,11              |

Der Wahlkreis wird im Landtag durch den direkt gewählten Wahlkreisabgeordneten Thomas Göddertz (SPD) vertreten. Die bisherige CDU-Abgeordnete Anette Bunse verpasste den Wiedereinzug in das Parlament, da ihr Listenplatz 20 aufgrund der hohen Anzahl an CDU-Direktmandaten nicht zog. Vorstellung der Kandidaten und deren Positionen stellt der WDR im Rahmen seines Kandidatenchecks auf seiner Homepage zum Abruf zur Verfügung.

## Landtagswahl 2012
Wahlberechtigt waren 90.226 Einwohner.
| Direktkandidat      | Partei  | Erststimmen in % | Zweitstimmen in % |
| ------------------- | ------- | ---------------- | ----------------- |
| Anette Bunse        | CDU     | 23,5             | 20,4              |
| Cornelia Ruhkemper  | SPD     | 54,5             | 50,1              |
| Roger Köllner       | GRÜNE   | 5,4              | 7,9               |
| Oliver Mies         | FDP     | 3,6              | 5,3               |
| Christoph Ferdinand | LINKE   | 2,9              | 2,7               |
| Rainer Woldenga     | PIRATEN | 7,9              | 7,7               |
| Christopher Ruf     | PARTEI  | 0,8              | 0,5               |
| Markus Stamm        | ödp     | 1,4              | 0,7               |

## Landtagswahl 2010
Wahlberechtigt waren 90.769 Einwohner.
| Direktkandidat      | Partei  | Erststimmen in % | Zweitstimmen in % |
| ------------------- | ------- | ---------------- | ----------------- |
| Anette Bunse        | CDU     | 28,6             | 27,4              |
| Cornelia Ruhkemper  | SPD     | 50,9             | 46,4              |
| Roger Köllner       | GRÜNE   | 5,9              | 8,1               |
| Oliver Mies         | FDP     | 3,7              | 4,1               |
| Christoph Ferdinand | LINKE   | 6,4              | 6,5               |
| Judith Beckfeld     | ödp     | 2,9              | 1,2               |
| Fabian Dickmann     | PIRATEN | 1,7              | 1,4               |
| Sonstige            | -       | -                | 4,8               |

## Landtagswahl 2005
Wahlberechtigt waren 91.246 Einwohner.
| Direktkandidat       | Partei             | Stimmen in % |
| -------------------- | ------------------ | ------------ |
| Cornelia Ruhkemper   | SPD                | 49,8         |
| Hermann Hirschfelder | CDU                | 35,1         |
| Volker Stotz         | FDP                | 3,3          |
| Roger Köllner        | GRÜNE              | 3,5          |
| Josef Scholand       | REP                | 1,5          |
| Dieter Polz          | PDS                | 0,9          |
| Gregor Werner Ader   | Unabhängige Bürger | 0,5          |
| Marcel Merle         | NPD                | 0,9          |
| Ingrid Hill          | ödp                | 1,3          |
| Günther Albert       | WASG               | 2,9          |
| Stefan Soppe         | Einzelbewerber     | 0,4          |

## Landtagswahl 2000
Wahlberechtigt waren 91.347 Einwohner.
| Direktkandidat     | Partei | Stimmen in % |
| ------------------ | ------ | ------------ |
| Klaus Strehl       | SPD    | 54,4         |
| Bärbel Wischermann | CDU    | 29,4         |
| Monika de Byl      | GRÜNE  | 5,1          |
| Oliver B. Mies     | FDP    | 7,0          |
| Hermann Riesner    | REP    | 1,6          |
| Übrige             | Übrige | 2,5          |